# Relations entre le Burundi et l'Union européenne
Les relations entre le Burundi et l’Union européenne reposent principalement sur l'accord de Cotonou et sur le cadre stratégique pour la région des Grands Lacs.

## Aide au développement
La contribution de l'UE pour le Burundi lors du 10e Fonds européen pour le développement s'élevait à 188 millions d'euros sur la période 2008-2013. L'aide se focalisait sur le développement rural, les soins de santé, l’appui budgétaire, et les autres domaines. L'aide de l’UE au titre du 11e Fonds européen de développement (2014-2020) s'élevait à 432 millions d'euros sur les thèmes suivant : le développement rural durable, les soins de santé, la consolidation de l’État, l'énergie durable et la société civile.

## Sources

## Compléments